# 十三番目の陪審員
『十三番目の陪審員』（じゅうさんばんめのばいしんいん）は、芦辺拓による日本の推理小説。

## 概要
“弁護士・森江春策の事件簿”シリーズの6作目（長編としては5作目）。
1998年、日本に裁判員制度の導入が決定する前に（正式に導入が国会で可決されたのは2004年）、国民の司法参加が計画され、陪審員制度が導入される、という設定の元で執筆された。そのため、登場人物の設定も影響を受け、シリーズの中ではパラレル的な作品となっている。
作者は2008年には、裁判員制度を題材とした「裁判員法廷」を刊行している。

## あらすじ
「冤罪事件のヒーローになってみないか」
作家を志望する鷹見瞭一（たかみ りょういち）は、架空の殺人事件の容疑者となり、警察による取調べ・留置場の居心地など、冤罪事件の裁判までの過程を自ら体験し、冤罪の実態を社会に訴えるという計画を持ちかけられる。
かつて、冤罪が原因で父親が命を断った過去を持つ鷹見は、その復讐のため、そして作家としての大きな前進を確信し、“犯人”になることを引き受ける。
計画通りに事を進め、警察に容疑者として任意同行を求められるのを待っていた鷹見はしかし、全く別の実在する強姦殺人事件の容疑者となってしまう。“冤罪計画”のために積み重ねてきた行動や残してきた証拠が全て強姦事件のものと一致する。明るい展望は消え失せ、必死に“冤罪計画”であったことを訴えるが、その痕跡は跡形もなく消されており、鷹見の起訴が決定する。稀に見る残虐な事件であるとして、この事件は関西では初となる陪審法廷で争われることとなる。鷹見の弁護士となった森江春策は、審理が進むに連れ、この計画の裏に隠された真の目的を知ることになるが……。

## 登場人物
鷹見 瞭一（たかみ りょういち）
“犯人”を引き受けた時点で26歳。父の復讐と、どうせ潔白が証明されるのならと、作家として名を高めたいという功名心から引き受ける。
森江 春策（もりえ しゅんさく）
刑事専門の弁護士。ラガードーの大竹から弁護を依頼され、彼らと共に“冤罪計画”の一部を目撃する。後に鷹見瞭一の弁護士となる。
鷹見 光興（たかみ みつおき）
瞭一の父親。精神科医としてそこそこ名が知れていた。虚言癖のある患者が「乱暴された」と訴え、世間の非難に耐えられずに自ら命を断った。
船井 信（ふない しん）
瞭一の高校の先輩。出版社に勤めている。瞭一に人工冤罪の件を持ちかける。
小日向 晃（こひなた あきら）
当代を代表する作家兼ジャーナリスト。フィクション・ノンフィクション問わず活躍している。人工冤罪の企画の発案者らしい。
大竹 準（おおたけ じゅん）
森江の依頼人。“ワークショップ・ラガードー”という会社の代表。データベースやソフトウェアの制作など、クリエイティブなことなら何でもやろうをモットーに仲間と会社を軌道に乗せてきた。会社の白地手形が流出し、億単位の金額が書き込まれて戻り、手形金請求の訴訟を起こされる。“架空の殺人”の目撃者となる。
神戸 庄四郎（かんべ しょうしろう）
“ワークショップ・ラガードー”の白地手形に金額を書き込んで送り、訴訟を起こした。
東々興産（とうとうこうさん）
“ワークショップ・ラガードー”旗揚げ時に、有力な出資者になってくれた。
柳原 奈美（やなぎはら なみ）
ラガードー社員。ウェブサイトの制作を主に担当する。
京野 周平（きょうの しゅうへい）
ラガードー社員。ヴィジュアル全般のテクニシャン。
小佐田（おさだ）
所轄署の部長刑事。
堂本 等（どうもと ひとし）
大阪府警の警部補。ベテラン刑事。
三喜 善興（みよし よしおき）
衆議院議員。元キャリア官僚。
来崎 四郎（きざき しろう）
フリージャーナリスト。森江が弁護士に転職する前に勤めていた仮名文字新聞時代からの同僚。
佐々木 信濃夫（ささき しのぶ）
鷹見瞭一事件の裁判官。
荒金 匡（あらがね ただす）
検察官。30代。端正な顔立ち。